# Tidslinje

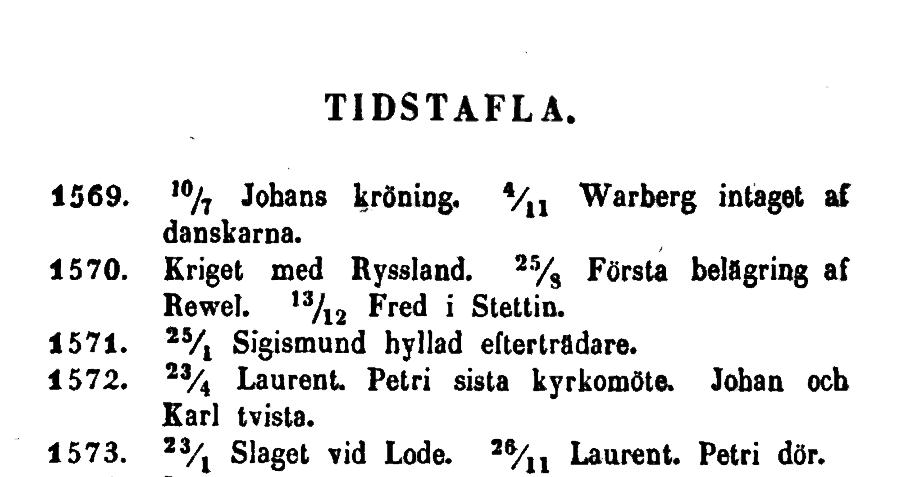
Rubriken "Tidstafla" ur Anders Fryxell, Berättelser ur svenska historien (1856).

En tidstavla (tyska: Zeittafel), tidsaxel, tidslinje (engelska: timeline), kronologi eller samtidighetstabell är en kronologiskt ordnad förteckning av händelser. Det är en form av historieskrivning som följer tiden och är besläktad med krönikeskrivning, dagböcker och diarier.
Termen samtidighetstabell används när händelser inom flera länder, kulturer eller ämnesområden redovisas parallellt längs en gemensam tidsaxel. I äldre svensk litteratur är tidstavla den vanligaste beteckningen, numera dominerar kronologi och tidslinje. Denna förändring avspeglar möjligen att tyska kulturinfluenser ersatts av anglosaxiska.

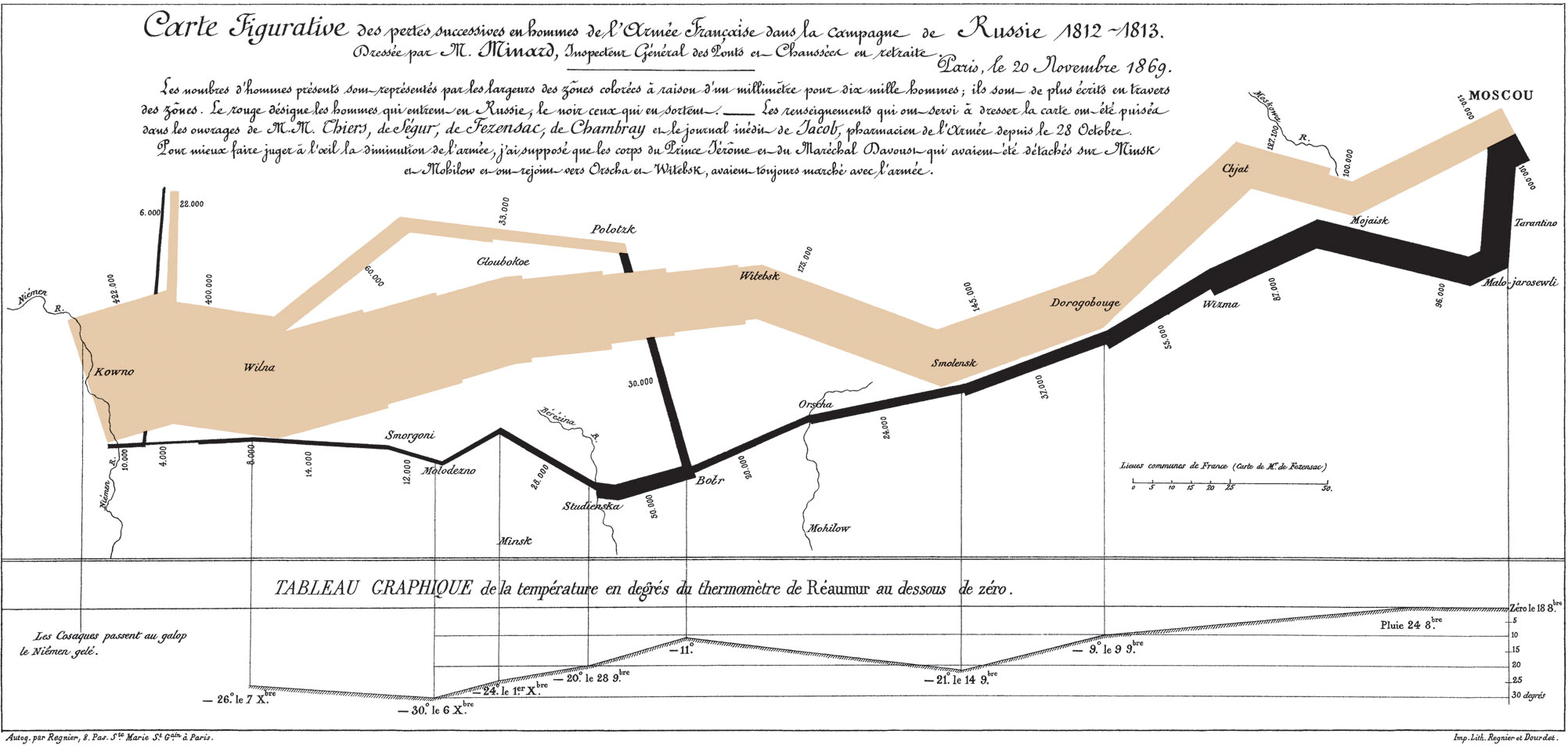
Charles Minards informationsgrafik över Napoleons fälttåg från Kaunas (Kowno, vänster) till Moskva (höger). Den svarta linjen är återmarschen.

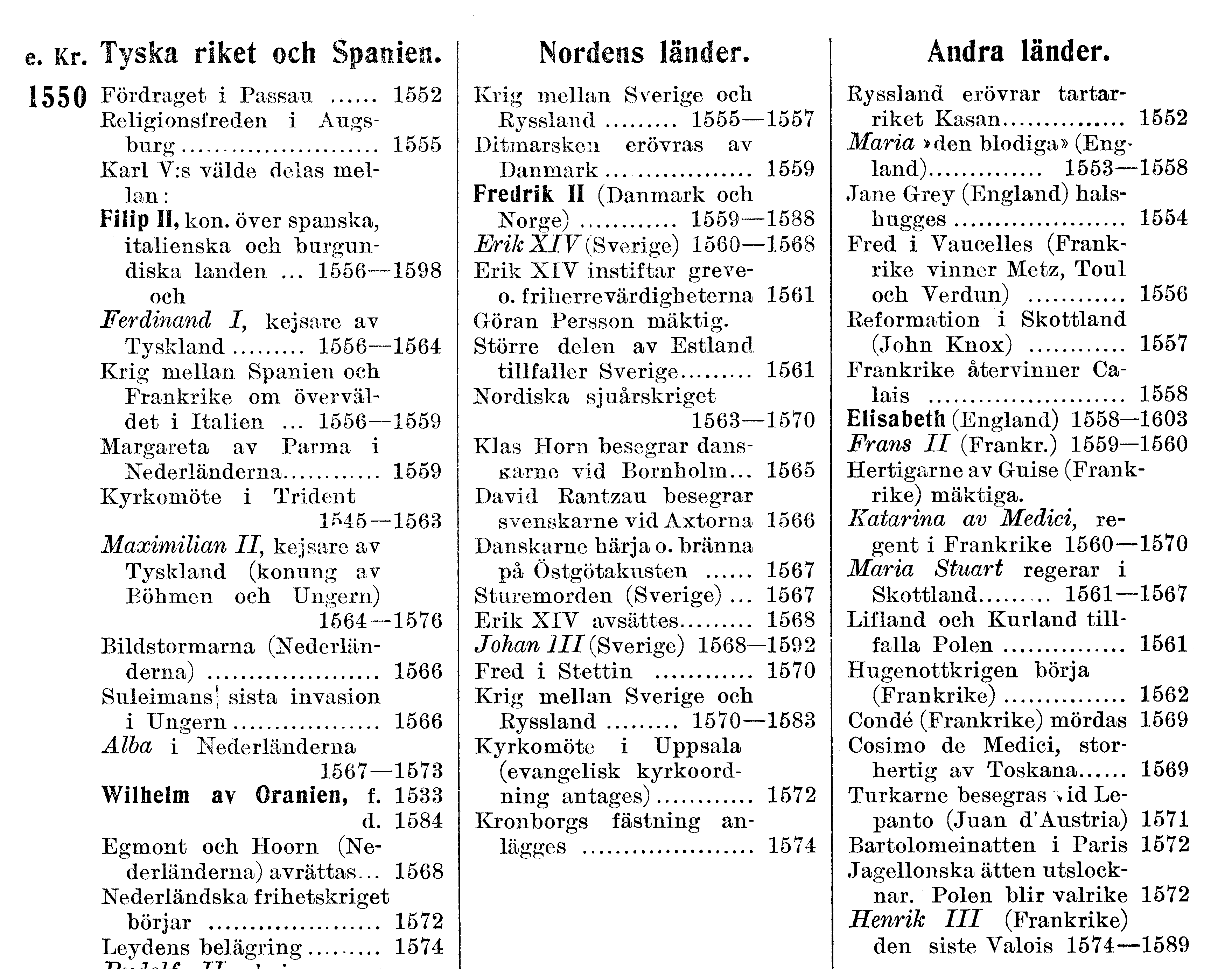
Samtidighetstabell med tre spalter, ur Thorsten Nordenfelt, Historiska samtidighetstabeller (1913), sid. 62.

Tidslinjer kan vara punktformade listor eller mer grafiska framställningar. De kan utgöra egna böcker, men förekommer oftare som illustrationer eller bilagor i böcker. I andra medier kan tidslinjer vara animerade och interaktiva.
Ett tidigt exempel på en grafisk tidslinje är fransmannen Minards karta (1861) över Napoleons ryska fälttåg, där linjens bredd anger antalet överlevande soldater.
Tidslinjer används ofta i undervisning för att hjälpa studenter och forskare att förstå historiska händelser och trender i ett större sammanhang, där periodisering av samtidiga historiska skeenden kan underlätta en djupare förståelse.
Tidslinjer kan nyttja olika slags skalor för att representera tidsflöde. Linjär skala är vanligast, men även logaritmisk skala förekommer för att fånga större skeenden som geologiska tidsperioder eller för att kombinera mindre och större tidsspann.

## Kronologi i olika ordning
Kronologi är ett begrepp som används inom historieskrivning, encyklopediska och litterära sammanhang. Den kan vara rak (presenterad från början till slutet), bruten (när beskrivningen hoppar fram och tillbaka mellan olika tidpunkter), parallell (där flera förlopp beskrivs bredvid varandra) eller in medias res (när berättelsen börjar i mitten av skeendet och bakgrunden beskrivs senare).
Omvänd kronologi innebär att berättelsen berättas kronologisk men baklänges. Den här sorteringen är vanlig i bland annat CV-sammanhang, där man av marknadsföringsskäl vill lyfta fram det senaste. Denna sortering är dock mindre lämpad för historieskrivningar, inklusive i encyklopedier där principer som tidlöshet och utförlighet är viktigare.